# شورش‌های ۱۹۸۹ باگلپور
شورش‌های ۱۹۸۹ باگلپور به نزاع رخ داده بین هندوها و مسلمانان در بخش باگلپور در ایالت بیهار کشور هند اشاره دارد. این درگیری‌ها از ۲۴ اکتبر ۱۹۸۹ (۲ آبان ۱۳۶۸) آغاز شد و به مدت ۲ ماه ادامه یافت. این خشونت‌ها علاوه بر شهر باگلپور به ۲۵۰ روستای اطراف آن نیز کشیده شد. بر اثر این درگیری‌ها بیش از ۱٬۰۰۰ نفر (حدود ۹۰۰ نفر از آنها مسلمان بودند) کشته و ۵۰٬۰۰۰ نفر دیگر نیز آواره شدند. این واقعه بدترین درگیری آن زمان بین هندوها و مسلمانان پس از استقلال هند بود، حتی بدتر از شورش‌های ۱۹۶۹ گجرات.

## پیشینه
شهر باگلپور سابقه تاریخی‌ای راجع به نزاع‌های جمعی دارد. در اوت ۱۹۸۹ (مرداد ۱۳۶۸) مصادف با ماه محرم و جشن‌های بیشری پوجای هندوها، تنش بین هندوها و مسلمانان افزایش یافت.
در سال ۱۹۸۹ (۱۳۶۸ شمسی)، حزب هندویی ویشوا هندو پاریشاد (وی‌اِچ‌پی) به عنوان بخشی از کمپین رام جانمابهومی، که هدف آن ساخت یک معبد هندو به جای مسجد بابری در شهر ایودیا بود، نوعی حرکت دسته جمعی موسوم به «رامشیلا» را در شهر باگلپور راه انداخت. هدف از این حرکت دسته جمعی هندویی، جمع کردن آجر برای ساخت معبد رام مورد نظر در ایودیا بود (نوعی رسم و رسوم هندو هنگام ساخت معابد). در ۲۲ اکتبر (۳۰ مهر)، یکی از این راهپیمایی‌ها که از روستایی به نام فاتح‌پور عبور می‌کرد، تبدیل به یک جنگ خیابانی پرتاب آجر و آتش‌افروزی شد. درست قبل از وقوع این درگیری‌ها، شایعات دروغینی در مورد قتل دانشجویان هندو پخش شده بود: یکی از این شایعات ادعا می‌کرد که نزدیک به ۲۰۰ دانشجوی هندو توسط مسلمانان کشته شده‌اند، در حالی که شایعه دیگری ادعا می‌کرد که در دانشگاه سانسکریت ۳۱ پسر هندو به قتل رسیده و جسدهایشان در چاهی انداخته شده‌است. جدای از اینها، رقابت‌های فاسد و جنایتکارانه سیاسی در منطقه نیز در تحریک این درگیری‌ها نقش داشته‌است.

## عامل تحریک
در ۲۴ اکتبر ۱۹۸۹ (۲ آبان ۱۳۶۸) راهپیمایی‌های رامشیلا که از نواحی مختلف راه افتاده بودند، در مسیرشان برای رسیدن به شهر ایودیا به ناحیه گائوشالا نزدیک می‌شدند. جمعیتی که از منطقه پارباتی راه افتاده بودند به‌طور مسالمت آمیزی از تاتارپور که یک ناحیه مسلمانان نشین بود، عبور کردند چون سردسته آنان ماهادو پراساد سینگ به هندوها گفته بود که هیچ شعار تحریک آمیزی را مطرح نکنند.
مدتی بعد، جمعیت دیگری که از ناتناگار راه افتاده بودند به تاتارپور رسیدند. برای امنیت بیشتر، این راهپیمایی عظیم توسط پلیس و با حضور رئیس پلیس کا. اِس دویودی اسکورت شد. برخی از اعضای این راهپیمایی شعارهایی مانند «هندی، هندو، هندوستان، مُلّا بهاگو پاکستان» (یعنی «هند برای هندوها است، مُلّاها گم شوند بروند پاکستان») و «بابور کی اولادون، بهاگو پاکستان یا کبریستان» (یعنی «ای فرزندان بابر، گورتان را گم کنید به پاکستان وگرنه قبرستان») می‌دادند. دادستان ناحیه آرون جها، این راهپیمایی را در تقاطع پارباتی و تاتارپور متوقف کرد. سپس از مسلمانان اجازه خواست که این راهپیمایی از تاتارپور عبور کند، اما مسلمانان قبول نکردند و گفتند از مسیر دیگری که به گائوشالا می‌رسد، بروند.
در همین حین که بحث‌ها ادامه داشت، نارنجکهای دست‌سازی از محوطه یک دبیرستان متعلق به مسلمانان که در همان حوالی بود، به میان راهپیمایی پرتاب شدند. در این انفجارها کسی کشته نشد ولی ۱۱ مأمور پلیس زخم‌های خفیفی برداشتند. از این واقعه به عنوان عامل برانگیختن شورش‌ها در منطقه یاد می‌شود.

## شورش‌ها
بلافاصله در بعدازظهر روز ۲۴ اکتبر ۱۹۸۹ (۲ آبان ۱۳۶۸) از سوی دولت ایالتی حکومت نظامی اعلام و هر تجمعی ممنوع شد. هنگامی که پلیس برای پراکنده کردن جمعیت در تاتارپور شروع به تیراندازی کرد، مسلمانان نیز به طرف آنها که شامل دادستان ناحیه، رئیس پلیس و سایر مقامات دولتی بودند، نارنجک پرتاب کردند. در نتیجه این مقاومت‌ها، پلیس دفعات بیشتری به طرف مردم تیراندازی کرد که منتهی به کشته شدن ۲ نفر شد.
در همین حین هندوهایی که در راهپیمایی در تقاطع پارباتی و تاتارپور متوقف شده بودند، تبدیل به یک دسته آشوبگر شدند. این آشوبگران به مغازه‌های متعلق به مسلمانان در جاده ناتناگار (نام آن بعدها به جاده لرد ماهاویر تغییر یافت) حمله کردند. آشوبگران هندو همچنین سعی کردند که به ناحیه مسلمانان نشین آساناندپور یورش ببرند، اما مسلمانان آنجا از روی پشت بام‌ها به سمت آنان شلیک کردند. سپس این اوباش به محله هندو نشین پارباتی رفتند، جایی که دست کم ۴۰ مسلمان را قتل‌عام کردند. هنگامی که خبر این درگیری‌ها به سایر گروه‌های راهپیمایی رامشیلا در ناحیه گائوشالا رسید، هندوها به قیام برخواسته، مسلمانان را به قتل رساندند، مغازه‌هایشان را غارت و اموال آنها را تخریب کردند.
در ۲۵ اکتبر (۳ آبان) جمعیتی ۸٬۰۰۰ نفری از آشوبگران، یک شهرک مسلمان نشین به نام مدنی‌ناگار را غارت و ویران و آن را به یک شهر متروکه تبدیل کردند. آنها به محله کانجهیاگرام که در همان نزدیکی بود نیز حمله کردند. بهاتوریا که یک دهکده مسلمان نشین است در ۲۵ اکتبر (۳ آبان) و بار دیگر در ۲۷ اکتبر (۵ آبان) مورد حمله قرار گرفت و چندین مسلمان در آنجا کشته شدند. مسجد جامع دهکده هاسن‌آباد نیز که در زمان سلطنت اورنگ‌زیب بنا شده بود، مورد تخریب قرار گرفت.
برخی معتقدند که برخوردهای بی‌رحمانه پلیس، خود باعث افزایش این درگیری‌ها شد. بنا به درخواست فوری دولت ایالتی، ارتش در تاریخ ۲۶ اکتبر (۴ آبان) وارد عمل شد. فرماندار بیهار، ساتیندرا نارایان سینها در همان روز از رئیس پلیس کا. اِس دویودی که به ضد مسلمان بودن شهره بود، خواسته بود تا کنار بکشد و مسئولیت را به فردی به نام آجیت دات واگذار کند. با این وجود، نخست‌وزیر راجیو گاندی که برای بازدید از نواحی آشوب شده به آنجا آمده بود، به درخواست گروهی متشکل از مأموران پلیس و حامیان حزب وی‌اِچ‌پی، انتقال رئیس پلیس کا. اِس دویودی را لغو کرد.
در ۲۶ اکتبر (۴ آبان)، حداقل ۱۱ مسلمان در روستایی تحت سلطه هندوهای برهمین به نام پاراندارپور کشته شدند. در همان روز، ۱۸ مسلمان از جمله ۱۱ کودک در معرض دید عموم، در منطقه نایابازار شهر باگلپور کشته شدند. حدود ۴۴ مسلمان، از جمله ۱۹ کودک، توسط چند هندوی محلی در ساختمان سامونا کوتهی پناه داده شده بودند. ساعت ۱۱:۳۰ صبح، جمعیتی ۷۰ نفری با شمشیر، تبر، چکش و چوب دستی به آن ساختمان هجوم آوردند. طی ۱۰ دقیقه، ۱۸ مسلمان کشته شدند. برخی از بچه‌ها سر بریده شدند، بعضی دیگر دست و پایشان قطع شده بود و برخی دیگر از طبقه سوم به پایین پرتاب شدند. حتی سینه‌های زنی به نام بونی بگوم را بریدند. تعدادی از مسلمانان که توسط هندوها در ساختمان‌های همجوار پناه داده شده بودند، موفق به زنده ماندن شدند. با این حال، در آساناندپور مسلمانان از چند خوابگاه متعلق به دانشجویان هندو محافظت کرده بودند تا امنیت آنها به خطر نیفتد.
یک روزنامه هندی به نام هندوستان که در شهر پتنه مرکز ایالت بیهار منتشر می‌شود، گزارش داد که در ۳۱ اکتبر (۹ آبان)، نیروهای ارتش اسلحه‌ها و مهماتی را که ساخته پاکستان بودند و در اختیار افراد شروری در ناحیه تاتارپور قرار داشته‌اند را کشف و مصادره کرده‌است. اگرچه دادستان ناحیه آرون جها، این گزارش را «مزخرف محض» نامید و آن را رد کرد و نظریه «دست داشتن بیگانه‌ها» در این شورش‌ها را «احمقانه» خواند.
براساس آمارهای رسمی در این شورش‌ها ۱٬۰۷۰ نفر کشته و ۵۲۴ نفر زخمی شدند. ۱۵ منطقه از مناطق ۲۱ گانه باگلپور تحت تأثیر این شورش‌ها قرار گرفتند. ۱۱٬۵۰۰ باب خانه در ۱۹۵ روستا ویران شد و ۴۸٬۰۰۰ نفر را آواره کرد. ۶۰۰ دستگاه ریسندگی اتوماتیک و ۱٬۷۰۰ دستگاه ریسندگی دستباف سوخته و تبدیل به خاکستر شدند. ۶۸ مسجد و ۲۰ ضریح نیز نابود شدند.

### قتل‌عام چاندهری
روستای چاندهری (چاندری نیز تلفظ می‌شود) در شامگاه ۲۷ اکتبر (۵ آبان) توسط مردم روستاهای مجاور از سه طرف مورد حمله قرار گرفت. مردمان هندوی یاداوی روستای همسایه با ساخت مسجد در این روستا مخالف بودند. مهاجمین این مسجد را به همراه چند خانه به آتش کشیدند و ۵ نفر را کشتند. یک گروهان از پیاده‌نظام جامو و کشمیر، به فرماندهی سرگرد جی. پی. اِس ویرک در مکانی به نام سابائور تهانا مستقر شدند و چاندهری و روستای مجاور آن به نام راج‌پور را زیر نظر گرفتند. هنگامی که سرگرد ویرک وارد چاندهری شد، متوجه شد که برخی از مسلمانان به روستاهای اطراف گریخته‌اند و حدود ۱۲۵ نفر از آنها در یک خانه بزرگ متعلق به فردی به نام شیخ مِنت مخفی شده‌اند. او تعدادی مأمور پلیس برای محافظت در آنجا گماشت و به مسلمانان اطمینان خاطر داد که صبح با یک یگان ارتشی برمی‌گردد تا آنها را به سلامت از آنجا خارج کند.
در اوایل صبح روز بعد، تعداد زیادی از هندوهای یاداو، دوساد و کورمی (طبقات مختلف مردم هندو به معنی آقازاده، نگهبان و برزگر) به خانه شیخ مِنت ریختند. آنها ادعا می‌کردند که برای بردن مسلمانان آمده‌اند. با این حال به محض بیرون آمدن مسلمانان، به آنها حمله‌ور شدند: خیلی از آن‌ها همان‌جا کشته شدند و برخی دیگر در حال فرار به سمت تالاب سنبلی که در آن نزدیکی بود، مورد حمله قرار گرفتند.
هنگامی که سرگرد ویرک ساعت ۹:۳۸ صبح روز ۲۸ اکتبر (۶ آبان) به چاندهری برگشت، خانه شیخ مِنت را خالی از سکنه یافت. او در تالاب، یک بازمانده به نام مالیکا بانو را پیدا کرد که پای راست او قطع شده بود. ۶۱ جسد تکه‌تکه شده از تالاب کشف شد. بعدها پلیس پرونده‌ای در این مورد تشکیل داد و اتهاماتی را علیه ۳۸ نفر مطرح کرد که از این تعداد ۱۶ نفر گناهکار شناخته شده و به حبس ابد محکوم شدند؛ ۲۲ نفر دیگر تبرئه شدند.

### قتل‌عام لوگِین
در روستایی به نام لوگِین، ۱۱۶ مسلمان توسط یک جمعیت آشوبگر ۴٬۰۰۰ نفری به رهبری افسر پلیس رامچاندر سینگ کشته شدند. پس از آن برای از بین بردن شواهد و مدارک، اجساد را در مزارع دفن کردند و بر روی آنها گیاه گل کلم کاشتند. در سال ۲۰۰۷ (۱۳۸۶ شمسی)، ۱۴ نفر از جمله همان افسر پلیس به جرم این قتل‌ها به حبس ابد محکوم شدند.

## عواقب
کمیسیون تحقیق سه نفره‌ای متشکل از قاضیان دادگاه عالی بیهار، سی. پی. سینها و اِس. سامشول حسن توسط دولت ایالت بیهار برای بررسی شورش‌ها ایجاد شد. این کمیسیون گزارش نهایی خود را در سال ۱۹۹۵ (۱۳۷۴ شمسی) ارایه داد و چند افسر پلیس از جمله رئیس پلیس کا. اِس دویودی را به دلیل سهل انگاری در جلوگیری از این شورش‌ها مقصر دانست. دور دوم شورش‌ها در مارس ۱۹۹۰ (اسفند ۱۳۶۸) اتفاق افتاد.
در این خصوص ۱۴۲ مورد درگیری به ایستگاه‌های مختلف پلیس گزارش شده‌است. ۱٬۲۸۳ نفر متهم شدند. ۵۳۵ پرونده از ۸۶۴ پرونده تشکیل شده، بسته شد و بیشتر متهمین به دلیل عدم وجود مدارک کافی تبرئه شدند. قربانیان دولت کنگره را به خاطر کم‌کاری در متوقف کردن شورش‌ها و همچنین عدم فراهم آوردن کمکهای امدادی مناسب به آنها مقصر می‌دانستند. این شورش‌ها در زمان تصدی فرماندار ساتیندرا نارایان سینها رخ داد، در نتیجه از سمت خود کناره‌گیری کرد. برای تسلی خاطر مسلمانان، کنگره جاگان‌نات میشرا را جایگزین او کرد، کسی که به خاطر اضافه کردن زبان اردو به زبانهای رسمی ایالت در جامعه مسلمانان محبوب بود. ساتیندرا نارایان سینها در کتاب مری یادین، مری بهولین که دربارهٔ زندگینامه خود نوشته، همکاران کنگره‌ای خود را متهم می‌کند که به خاطر حسادت و خصومت شخصی شورش‌ها را «شدت بخشیده‌اند»، خصوصاً به فرماندار قبلی بهاگوات جها آزاد و رئیس مجلس قبلی شیوچاندرا جها اشاره می‌کند. وی همچنین نخست‌وزیر راجیو گاندی را مقصر می‌داند که با وجود ناکارآمدی کامل رئیس پلیس آن زمان کا. اِس دویودی در کنترل شورش‌ها، دستور انتقال او را بدون مشورت با وی لغو کرده‌است. وی می‌گوید که این تصمیم «نه تنها تخطی از قانون اساسی دولت ایالتی، بلکه اقدامی مضر در روند کاهش تنش‌ها بوده‌است». سینها همچنین در کتابش می‌گوید که پس از برکناری از سمت فرمانداری، وی راجیو گاندی را دربارهٔ «نقش برخی از اعضای کنگره» در شورش‌ها مطلع کرده‌است.
مسلمانان ایالت بیهار از دیرباز طرفدار کنگره (I) و جزو رای‌دهندگان به آن بودند، اما پس از درگیری‌های سال ۱۹۸۹ (۱۳۶۸ شمسی)، تغییر نظر دادند و طرفدار لالو پراساد یاداو شدند، کسی که در سال ۱۹۹۰ (۱۳۶۹ شمسی) فرماندار آن ایالت شد. با این حال، دولت تشکیل شده توسط او نیز به عدم اجرای عدالت متهم شد. نجات یافتگان از شورش، لالو پراساد یاداو را به خاطر عدم مجازات آشوبگران متهم کردند، زیرا بسیاری از آنها با وی هم‌قشر بودند.
در ۱۲ می ۲۰۰۵ (۲۲ اردیبهشت ۱۳۸۴)، دادگاهی در باگلپور ۱۰ نفر را به جرم قتل پنج مسلمان در جریان شورش‌ها در روستای کامارگنج، به حبس ابد محکوم کرد.
هنگامی که نیتیش کومار فرماندار شد، در سال ۲۰۰۶ (۱۳۸۵ شمسی) دستور داد که ۲۷ پرونده مربوط به این شورش‌ها، برای تحقیقات دوباره بازگشایی شوند. این اقدام منجر به محاکمه مجدد کامشوار یاداو شد، که قبلاً تبرئه شده بود و پلیس ایالتی تحت عنوان «حفظ هماهنگی جمعی» از او تقدیر کرده بود. وی به جرم قتل یک پسر ۱۵ ساله به نام محمد قیوم محکوم شد. در سال ۲۰۰۷ (۱۳۸۶ شمسی)، ۱۴ نفر دیگر به خاطر دست داشتن در قتل‌عام روستای لوگِین محکوم شدند. در سال ۲۰۱۲ (۱۳۹۱ شمسی)، به تعدادی از قربانیان توسط دولت ایالتی غرامت داده شد.

### گزارش کمیسیون بررسی اِن. اِن. سینگ
پس از به قدرت رسیدن نیتیش کومار در نوامبر ۲۰۰۵ (آبان ۱۳۸۴)، وی کمیسیون بررسی شورش‌های باگلپور را زیر نظر قاضی اِن. اِن. سینگ تشکیل داد. این کمیسیون گزارش ۱۰۰۰ صفحه‌ای خود را در فوریه ۲۰۱۵ (بهمن ۱۳۹۳) ارایه کرد؛ این گزارش در ۷ اوت ۲۰۱۵ (۱۶ مرداد ۱۳۹۴) در مجلس قانونگذاری بیهار خوانده شد. این گزارش اظهار می‌داشت که سهل انگاری‌های دولت کنگره وقت، تشکیلات محلی و پلیس، عامل این درگیری‌های مرگبار بوده‌است.